# Clydonodozus pallens
Clydonodozus pallens är en tvåvingeart som först beskrevs av Frederik Maurits van der Wulp 1885.  Clydonodozus pallens ingår i släktet Clydonodozus och familjen småharkrankar. Inga underarter finns listade i Catalogue of Life.